# Die siebte Sprachfunktion
Die siebte Sprachfunktion (franz. Original: La Septième Fonction du langage) ist ein Roman von Laurent Binet, der 2015 in Paris erschien und 2017 in deutscher Übersetzung herauskam. Die Handlung geht von dem Gedankenspiel aus, dass Roland Barthes 1980 nicht tödlich verunglückte, sondern ermordet wurde. Der ermittelnde Kommissar und sein Helfer recherchieren im Pariser Intellektuellenmilieu, in Bologna, während einer wissenschaftlichen Tagung an der Cornell University in Ithaca und in Venedig. Von der Mordphantasie abgesehen und dem ominösen Manuskript, in dem es um eine siebte Sprachfunktion geht, stimmen viele historische Ereignisse, werden aber dargestellt, als seien sie ganz anders verlaufen. Eine ganze Reihe, nicht nur französischer Intellektueller der 1980er Jahre, wird ironisch überzeichnet präsentiert.

## Handlung
Auf dem Heimweg von einem Essen mit dem Präsidentschaftskandidaten François Mitterrand wird Barthes von einem bulgarischen Lieferwagenfahrer angefahren und stirbt wenige Tage danach in einer Klinik. Bald heißt es, es sei Mord gewesen, Barthes sei im Besitz eines Manuskripts über eine bislang unveröffentlichte siebte Sprachfunktion des russischen Semiotikers Roman Jakobson gewesen. Diese Funktion verwandle das bloß Behauptete in reine Wahrheit. Die Jagd nach dem Manuskript beginnt. Viele wollen an die Funktion kommen, die absolute Macht verspricht.

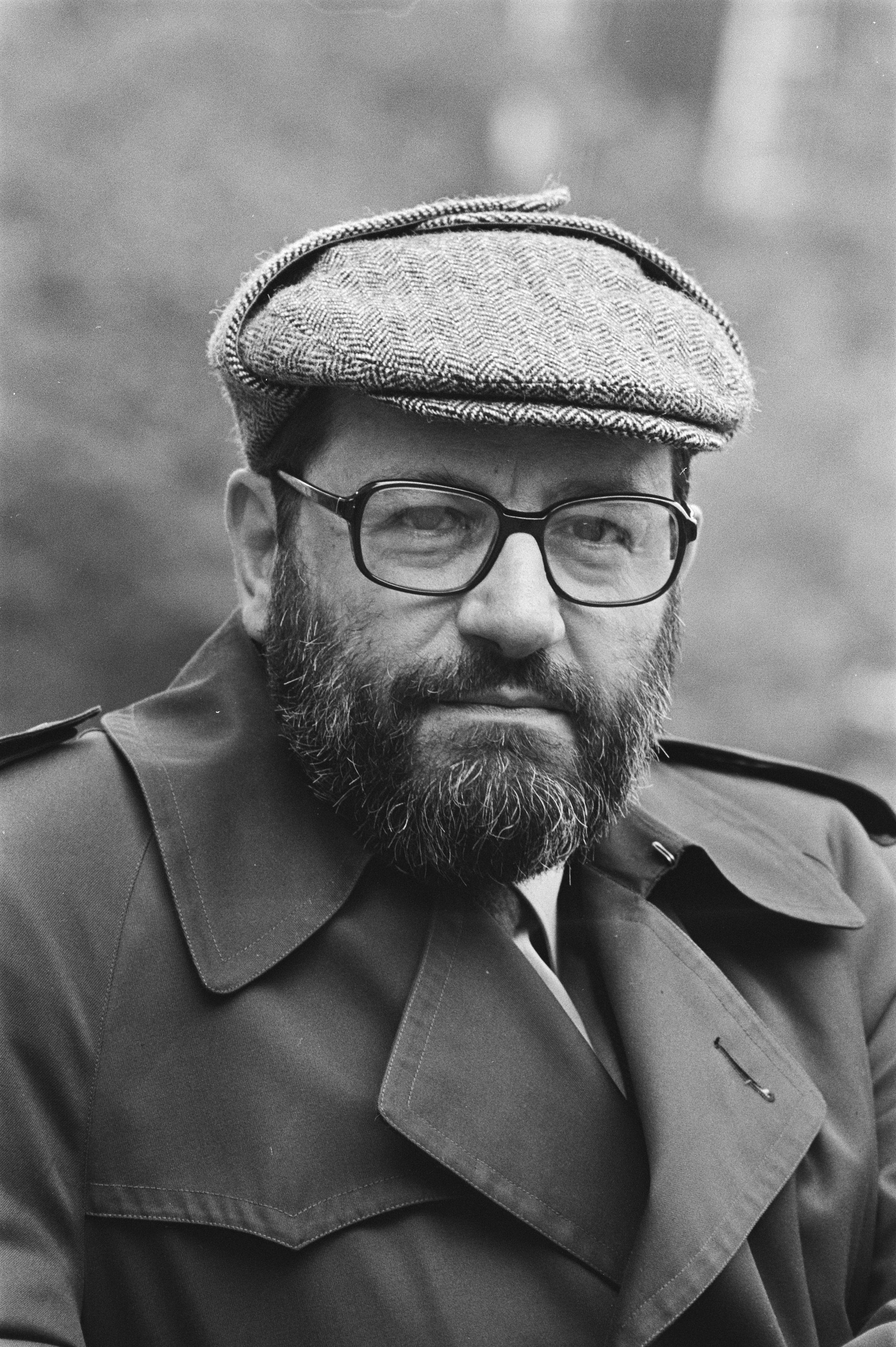
Umberto Eco, graue Eminenz der Handlung

Die Polizei beauftragt den knurrigen Hauptkommissar Bayard mit der Suche, der von Semiotik keine Ahnung hat und deshalb Simon Herzog, einen Doktoranden der linken Universität Vincennes als Helfer verpflichtet. Bei seinen Ermittlungen trifft und befragt das ungleiche Paar die Granden des Geisteslebens. Jean Paul Sartre weiß zur Sache nichts und taucht nach einer ersten Befragung nur noch am Rande auf. Louis Althusser bringt seine Ehefrau um, weil diese versehentlich den Umschlag mit der siebten Sprachfunktion, die er verwahren sollte, in den Müll geworfen hat. Michel Foucault ist in die Vorgänge irgendwie verstrickt und wird in einer Schwulensauna verhört, während ein arabischer Strichjunge zwischen seinen Knien hockt. Bernard-Henri Lévy (BHL) will ständig mitspielen: „Da kommt BHL. Man weist ihm höflich die Tür. Natürlich kommt er durchs Fenster wieder rein.“ Jacques Derrida und John Searle liefern sich böse Wortgefechte. Später wird Derrida von Hunden im Mondschein zerfleischt. Die Beschreibung seiner Bestattungsfeier wird zum Namedropping. Auf Pierre Bourdieu, der nicht auftritt aber mehrfach genannt wird, sind alle schlecht zu sprechen, denn der hält ihre philosophische Inszenierung für puren Blödsinn. Philippe Sollers überschätzt sich maßlos und muss sehr teuer dafür zahlen. Seine Ehefrau Julia Kristeva bedient sich des bulgarischen Geheimdienstes. Umberto Eco, der sich gerade mit mittelalterlichen Mönchen beschäftigt, ist die unbescholtene graue Eminenz der Handlung.
Während ihrer Ermittlungen sind Bayard und Herzog exakt zum Zeitpunkt des Anschlags auf den Hauptbahnhof in Bologna. Außerdem recherchieren sie im „Logos-Club“, einer Geheimgesellschaft, die Rednerduelle organisiert, deren Unterlegenen ein Finger oder gar die Hoden amputiert werden.

## Rezeption
In der Frankfurter Allgemeinen berichtet Sandra Kegel, dass keiner der Persiflierten den Romanautoren verklagte.  Enrico Ippolito meint im Spiegel, Binet habe mit Die siebte Sprachfunktion einen durchgeknallten Akademie-Thriller geschrieben, in dem alle Philosophen Karikaturen ihrer selbst sind und der Autor mit Romankonventionen bricht, es aber an manchen Stellen mit seinen voyeuristisch-ironischen Betrachtungen übertreibt. Jutta Person nennt den Roman in der Zeit eine „Theorie-Groteske“, in der ständig die Diskursstars als Karikaturen ihrer eigenen Geltungssucht durchs Bild rennen. Der Roman übertreibe es mit der Gelehrsamkeit, er strotze vor Binnenreferaten über Illokution und Perlokution, über die French Theory und auch über Björn Borg und John McEnroe, deren Match vom ermittelnden Semiotiker Simon gelesen wird. Nach 500 Seiten habe man großes Verständnis für Hauptkommissar Bayard, den Intellektuellenhasser.
Der Autor wurde für den Roman 2015 mit dem Prix Interallié ausgezeichnet.

## Ausgaben
- La Septième Fonction du langage. Grasset, Paris 2015, ISBN 978-2-246-77601-7.
  - Die siebte Sprachfunktion. Roman. Übers. Kristian Wachinger. Rowohlt, Reinbek 2017, ISBN 978-3-498-00676-1.